# Stan Fail
Stanley Clair „Stan“ Fail (* 11. Juni 1936 in Yuma) ist ein ehemaliger US-amerikanischer Eisschnellläufer.
Fail, der für den Demorra Speedskating Club startete, wuchs in der Nähe von Turlock in Kalifornien auf und nahm meist an nationalen Rennen teil. International startete er bei den Olympischen Winterspielen 1964 in Innsbruck, wobei er den 38. Platz über 5000 m errang. Nach seiner Karriere betrieb er zunächst eine Molkerei und später einen Donut-Laden.

## Persönliche Bestzeiten
| Disziplin | Zeit        | Datum             | Ort      |
| --------- | ----------- | ----------------- | -------- |
| 500 m     | 43,4 s      | 19. Januar 1964   | Hamar    |
| 1500 m    | 2:10,8 min  | 26. Dezember 1963 | Rosemont |
| 3000 m    | 4:57,2 min  | 15. Januar 1964   | Moss     |
| 5000 m    | 8:08,4 min  | 26. Dezember 1963 | Rosemont |
| 10.000 m  | 17:00,2 min | 19. Januar 1964   | Hamar    |